# Гриффин, Артур
А́ртур Гри́ффин (англ. Arthur Griffin; 12 сентября 1903, Лоренс, Массачусетс, США — 2001) — американский фотограф.
В 1920-х годах обучался на художника-иллюстратора. В 1929 году увлёкся фотографией, с середины 1930-х стал штатным фотографом газеты The Boston Globe, затем — журналов Life и Time. Стал одним из первых фотографов в Новой Англии, занимавшихся цветной фотографией — в 1930-х годах цветная пейзажная фотография Гриффина была первой, опубликованной на отдельной вкладке к Saturday Evening Post. Тогда же в Life появился первый цветной фотопортрет чрезвычайно популярного в то время бейсболиста Теда Уильямса из клуба Бостон Ред Сокс.
В 1962 году вышел первый цветной фотоальбом Гриффина с пейзажами Новой Англии.

В 1994 году один из биографов Гриффина писал: 
В редком доме не найдётся фотографии Гриффина — в телефонном справочнике, календаре, годовом отчёте, журнале или книге.
В 1992 году в Бостоне открылся созданный Гриффином на свои средства музей фотографии, в фонды которого он передал свои 75 000 фотографий, а в 2001 году, после его смерти — фонд Гриффина, выделяющий гранты и стипендии для фотографов.